# Inte för pengar...
Inte för pengar... (engelska: Butterfield 8) är en amerikansk dramafilm från 1960, regisserad av Daniel Mann. Filmen bygger på författaren John O'Haras roman BUtterfield 8 från 1935. Elizabeth Taylor som gör filmens huvudroll tilldelades en Oscar för sin rolltolkning. Taylor själv avskydde filmen som hon gjorde av kontraktsskäl, det var hennes sista film för bolaget MGM.

## Rollista (i urval)
- Elizabeth Taylor – Gloria
- Laurence Harvey – Weston Amsbury Liggett
- Eddie Fisher – Steve Carpenter
- Dina Merrill – Emily Liggett
- Mildred Dunnock – Mrs. Wandrous
- Betty Field – Mrs. Francis Thurber
- Jeffrey Lynn – Bingham Smith
- Kay Medford – Happy
- Susan Oliver – Norma